# Marian Burchardt
Marian Burchardt (* 1975 in Eisenach)  ist ein deutscher Soziologe und Hochschullehrer. Er arbeitet im Bereich der global vergleichenden Kultur- und Religionssoziologie, zu Raum, Materialität und urbaner Ethnographie, im Bereich „Körper, Geschlecht und Sexualität“, zu Theorien der Moderne sowie auf dem Gebiet qualitativer und ethnographischer Methoden der Sozialforschung.

## Werdegang
Burchardt wuchs in Eisenach auf. Von 1995 bis 2004 studierte er Soziologie, Politikwissenschaft sowie Kommunikations- und Medienwissenschaften an der Technischen Universität Dresden, der Universität Leipzig und der Universitat Autònoma de Barcelona. Nach dem Erwerb des Magister artium in Leipzig wurde er ebenda 2010 im Fach Soziologie mit einer Dissertation über Religion and AIDS in South Africa. A Cultural Sociology promoviert. Einer halbjährigen Gastwissenschaftlertätigkeit am Wissenschaftszentrum Berlin für Sozialforschung (WZB), einem Jahr als wissenschaftlicher Mitarbeiter im Bereich Entwicklungssoziologie und Afrikastudien an der Universität Bayreuth und zwei Jahren als wissenschaftlicher Mitarbeiter beim Projekt Multiple Secularities, angesiedelt am Institut für Kulturwissenschaften der Universität Leipzig, folgte von 2012 bis 2017 in Göttingen eine Tätigkeit am Max-Planck-Institut zur Erforschung multireligiöser und multiethnischer Gesellschaften (Forschungsgruppe Governance of Cultural Diversity), dem er bis heute als Senior Research Partner verbunden ist. Burchardt war Gastforscher an der New School for Social Research in New York City, dem Centre for German and European Studies an der Université de Montréal, an der Universität Stellenbosch nahe Kapstadt/Südafrika sowie – als Mitglied des Forschungsteams zum Projekt Religion und Urbanität. Wechselseitige Formierungen – am Max-Weber-Kolleg der Universität Erfurt. In den Studienjahren 2017/18 und 2022/23 arbeitete er abermals im DFG-Kolleg Multiple Secularities – Beyond the West, Beyond Modernities an der Universität Leipzig mit. Als Gastprofessor lehrte er 2022 an der Universität Turin. Seit 2018 ist er Professor für Soziologie (Transregionalisierung) am Institut für Soziologie und am Leipzig Research Centre Global Dynamics (Global and European Studies Institute) der Universität Leipzig.
Marian Burchardt erhielt 2015 einen Heinz-Maier-Leibnitz-Preis der DFG (Fachgebiet: empirische Sozialforschung) und 2021 den ISSR Best Book Award (für Regulating Difference) der Société Internationale de Sociologie des Religions (SISR). Er war Chefredakteur des vom Göttinger Max-Planck-Institut herausgegebenen open-access-Journals New Diversities; seit 2025 ist er Mitherausgeber der Zeitschrift für Soziologie (ZfS).

## Schriften (Auswahl)
- Faith in the Time of AIDS : Religion, Biopolitics and Modernity in South Africa. London: Palgrave Macmillan UK; Imprint: Palgrave Macmillan 2015. DOI:10.1057/9781137477774. Zweite Auflage 2017, ISBN 978-1-137-47776-7
- Regulating Difference. Religious Diversity and Nationhood in the Secular West. New Brunswick: Rutgers University Press 2020. DOI:10.36019/9781978809635. ISBN 978-1-978809-63-5